# 패디 콘시딘
패디 콘시다인(Paddy Considine, 1973년 9월 5일 ~ )은 잉글랜드의 배우, 영화 감독, 영화 각본가이다.

## 출연 작품

### 영화
- 24시간 파티하는 사람들 (2002)
- 오픈 유어 아이즈 2 (2002)
- 천사의 아이들 (2002)
- 사랑이 찾아온 여름 (2004)
- 신데렐라 맨 (2005)
- 디스 이즈 잉글랜드 (2006)
- 뜨거운 녀석들 (2007)
- 본 얼티메이텀 (2007)
  - 본 레거시 (2012)
- 서브마린 (2010)
- 블리츠 (2011)
- 디어 한나 (2011)
- 나우 이즈 굿 (2012)
- 지구가 끝장 나는 날 (2013)
- 더블: 달콤한 악몽 (2013)
- 아너 (2014)
- 런던 프라이드 (2014)
- 차일드 44 (2015)
- 미스 유 올레디 (2015)
- 맥베스 (2015)
- 멜라니: 인류의 마지막 희망인 소녀 (2016)
- 스탈린이 죽었다! (2017) - 안드레예프 역
- 저니맨 (2017, Journeyman) - 각본, 감독 겸임
- 퍼니 카우 (2017, Funny Cow)